# Dangerous Curves
Dangerous Curves é o quinto álbum de estúdio da carreira solo da roqueira britânica Lita Ford.

## Faixas
1. "Larger Than Life" (Michael Dan Ehmig, Lita Ford, Myron Grombacher) – 3:53
2. "What Do Ya Know About Love?" (Randy Cantor, Michael Caruso, Cal Curtis) – 3:52
3. "Shot of Poison" (Ford, Grombacher, Jim Vallance) – 3:31
4. "Bad Love" (Ehmig, David Ezrin, Ford, Joe Taylor) – 4:20
5. "Playin' with Fire" (Ehmig, Ford, Vallance) – 4:08
6. "Hellbound Train" (Ehmig, Ezrin, Ford, Grombacher, Kevin Savigar) – 6:06
7. "Black Widow" (Ehmig, Ezrin, Ford, Taylor) – 3:30
8. "Little Too Early" (Ritchie Blackmore, Al Pitrelli, Joe Lynn Turner) – 2:58
9. "Holy Man" (Ehmig, Ford) – 4:42
10. "Tambourine Dream" (Ehmig, Ford, Grombacher) – 4:53
11. "Little Black Spider" (Ford) – 1:46

## Músicos
- Lita Ford - vocais,  guitarras
- Joe Taylor - guitarras
- David Ezrin - teclados
- Matt Bissonette - baixo
- Myron Grombacher - baterias

### Músicos Convidados
- Howard Leese - guitarras
- Jeff Scott Soto, Debbie Holiday, Joe Lynn Turner, Michael Caruso, Anne Marie Hunter - back-vocals

## Desempenho nas Paradas Musicais

### Álbum
| Ano                                     | Detalhes do Álbum                                                                          | Desempenho nas Paradas Musicais | Desempenho nas Paradas Musicais | Desempenho nas Paradas Musicais | Desempenho nas Paradas Musicais | Desempenho nas Paradas Musicais | Desempenho nas Paradas Musicais | Certificação (sales threshold) |
| Ano                                     | Detalhes do Álbum                                                                          | UK                              | US                              | US Indie                        | NZ                              | SWE                             | SWI                             | Certificação (sales threshold) |
| --------------------------------------- | ------------------------------------------------------------------------------------------ | ------------------------------- | ------------------------------- | ------------------------------- | ------------------------------- | ------------------------------- | ------------------------------- | ------------------------------ |
| 1991                                    | '''Dangerous Curves''' - Data de Lançamento: Outubro de 1991 - Gravadora: Spitfire Records | 51                              | 132                             | —                               | —                               | —                               | —                               |                                |
| "—" denotes releases that did not chart |                                                                                            |                                 |                                 |                                 |                                 |                                 |                                 |                                |

### Singles
| Ano                                     | Single              | Desempenho nas Paradas Musicais | Desempenho nas Paradas Musicais | Desempenho nas Paradas Musicais | Desempenho nas Paradas Musicais | Desempenho nas Paradas Musicais | Certificação (sales threshold) | Álbum            |
| Ano                                     | Single              | US                              | US Main                         | NZ                              | UK                              | SWE                             | Certificação (sales threshold) | Álbum            |
| --------------------------------------- | ------------------- | ------------------------------- | ------------------------------- | ------------------------------- | ------------------------------- | ------------------------------- | ------------------------------ | ---------------- |
| 1991                                    | "Shot of Poison"    | 45                              | 21                              | —                               | 63                              | —                               |                                | Dangerous Curves |
| 1992                                    | "Playing with Fire" | —                               | —                               | —                               | —                               | —                               |                                | Dangerous Curves |
| 1992                                    | "Larger Than Life"  | —                               | —                               | —                               | —                               | —                               |                                | Dangerous Curves |
| "—" denotes releases that did not chart |                     |                                 |                                 |                                 |                                 |                                 |                                |                  |